# Wiktor Jefimowitsch Kelner
Wiktor Jefimowitsch Kelner (russisch Виктор Ефимович Кельнер; geboren 23. Februar 1945 in Moskau, Sowjetunion; gestorben 24. Februar 2021 in St. Petersburg) war ein russischer Historiker. 

## Leben
Wiktor Kelner studierte Geschichte an der Staatlichen Universität Leningrad. Er arbeitete an der Russischen Nationalbibliothek. Ab 1999 lehrte er an der privaten Europäischen Universität St. Petersburg.
Kelner veröffentlichte 2008 eine Biografie des Historikers Simon Dubnow, die er dem Andenken des britischen Historikers John D. Klier (1944–2007) widmete. Die deutsche Übersetzung durch Martin Arndt wurde unter dem Namen Viktor E. Kelner veröffentlicht.
Kelner starb 2021 während der COVID-19-Pandemie in Russland.

## Schriften (Auswahl)
- Том Манн — человек и революционер. Moskau : Мысль, 1983. — 167 с., 4 л. ил.
- Человек своего времени: (М. М. Стасюлевич: издательское дело и либеральная оппозиция). Sankt Petersburg : Изд-во «Рос. нац. б ка», 1993
  - Čelovek svoego vremeni : (M. M. Stasjulevič: izdatel'skoe delo i liberal'naja oppozicija). Sankt-Peterburg : Rossijskaja nacionalʹnaja biblioteka, 1993
- Очерки по историографии евреев в России. Moskau : «Гешарим», 1994
- Очерки по истории русско-еврейского книжного дела / Ред. И. И. Фролова. Sankt Petersburg : Изд-во «Рос. нац. б-ка», 2003
  - Očerki po istorii russko-evrejskogo knižnogo dela vo vtoroj polovine XIX - načale XX v. Sankt-Peterburg : Rossijskaja Nacionalʹnaja Biblioteka, 2003
- «Миссионер истории»: Жизнь и труды С. М. Дубнова: Монография. Sankt Petersburg : Издательский дом «Мир», 2008
  - Viktor E. Kelner: Simon Dubnow. Eine Biographie. Übersetzung Martin Arndt. Vorwort Dan Diner, Einleitung Nicolas Berg. Göttingen: Vandenhoeck & Ruprecht, 2010 ISBN 978-3-525-30010-7
- Щит. М. М. Винавер и еврейский вопрос в России конца XIX. — начала XX в. Sankt Petersburg : Издательство Европейского университета в Санкт-Петербурге, 2018